# Tour du Pays basque 2001
La 41e édition du Tour du Pays basque a eu lieu du 9 au 13 avril 2001. La victoire finale est revenue au Lituanien Raimondas Rumšas qui a pris la tête du classement général à l'issue du contre-la-montre final.

## Présentation

### Equipes
| Groupes sportifs I (17)- Deutsche Telekom - Mercatone Uno-Stream TV - ONCE-Eroski - Liquigas-Pata - Mapei-Quick Step - Tacconi Sport-Vini Caldirola - Rabobank - iBanesto.com - Domo-Farm Frites-Latexco - Festina - Coast-Buffalo - Fassa Bortolo - Lampre-Daikin - Lotto-Adecco - Mercury-Viatel - Kelme-Costa Blanca - Euskaltel-Euskadi Groupes sportifs II (2)- Jazztel-Costa de Almeria - Colchon Relax-Fuenlabrada |
| |

## Les étapes
| Étape      | Date    | Villes étapes               | type                        | Distance (km) | Vainqueur d'étape | Leader du classement général |
| ---------- | ------- | --------------------------- | --------------------------- | ------------- | ----------------- | ---------------------------- |
| 1re étape  | 9 avr.  | Asteasu – Asteasu           | étape vallonnée             | 118           | Davide Rebellin   | Davide Rebellin              |
| 2e étape   | 10 avr. | Asteasu – Mungia            | étape de plaine             | 175           | Stefano Zanini    | Igor Astarloa                |
| 3e étape   | 11 avr. | Mungia – Aria               | étape vallonnée             | 162           | Davide Rebellin   | Michael Boogerd              |
| 4e étape   | 12 avr. | Aria – Lekunberri           | étape vallonnée             | 182           | Ángel Castresana  | Michael Boogerd              |
| 5e a étape | 13 avr. | Lekunberri – Lasarte-Oria   | étape vallonnée             | 105           | Stefano Garzelli  | Michael Boogerd              |
| 5e b étape | 13 avr. | Lasarte-Oria – Lasarte-Oria | contre-la-montre individuel | 10            | Raimondas Rumšas  | Raimondas Rumšas             |

## Déroulement de la course

### 1reétape
| \| Classement de l'étape \| Classement de l'étape \| Classement de l'étape \| Classement de l'étape \| Classement de l'étape \| \| Coureur \| Coureur \| Pays \| Équipe \| Temps \| \| --------------------- \| --------------------- \| --------------------- \| ----------------------- \| --------------------- \| \| 1er \| Davide Rebellin \| Italie \| Liquigas-Pata \| 2 h 46 min 32 s \| \| 2e \| Igor Astarloa \| Espagne \| Mercatone Uno-Stream TV \| + 0 s \| \| 3e \| Michael Boogerd \| Pays-Bas \| Rabobank \| + 0 s \| \| 4e \| Raimondas Rumšas \| Lituanie \| Fassa Bortolo \| + 0 s \| \| 5e \| Stefano Garzelli \| Italie \| Mapei-Quick Step \| + 0 s \| \| 6e \| Francesco Casagrande \| Italie \| Fassa Bortolo \| + 0 s \| \| 7e \| David Etxebarria \| Espagne \| Euskaltel-Euskadi \| + 0 s \| \| 8e \| Ángel Castresana \| Espagne \| Euskaltel-Euskadi \| + 0 s \| \| 9e \| Cândido Barbosa \| Portugal \| iBanesto.com \| + 0 s \| \| 10e \| Abraham Olano \| Espagne \| ONCE-Eroski \| + 0 s \| |                      |          |                         |                 |
| |                      |          |                         |                 |
| |                      |          |                         |                 |
| Classement de l'étape |                      |          |                         |                 |
| Coureur | Coureur              | Pays     | Équipe                  | Temps           |
| 1er | Davide Rebellin      | Italie   | Liquigas-Pata           | 2 h 46 min 32 s |
| 2e | Igor Astarloa        | Espagne  | Mercatone Uno-Stream TV | + 0 s           |
| 3e | Michael Boogerd      | Pays-Bas | Rabobank                | + 0 s           |
| 4e | Raimondas Rumšas     | Lituanie | Fassa Bortolo           | + 0 s           |
| 5e | Stefano Garzelli     | Italie   | Mapei-Quick Step        | + 0 s           |
| 6e | Francesco Casagrande | Italie   | Fassa Bortolo           | + 0 s           |
| 7e | David Etxebarria     | Espagne  | Euskaltel-Euskadi       | + 0 s           |
| 8e | Ángel Castresana     | Espagne  | Euskaltel-Euskadi       | + 0 s           |
| 9e | Cândido Barbosa      | Portugal | iBanesto.com            | + 0 s           |
| 10e | Abraham Olano        | Espagne  | ONCE-Eroski             | + 0 s           |

| \| Classement général \| Classement général \| Classement général \| Classement général \| Classement général \| \| Coureur \| Coureur \| Pays \| Équipe \| Temps \| \| ------------------ \| -------------------- \| ------------------ \| ----------------------- \| ------------------ \| \| 1er \| Davide Rebellin \| Italie \| Liquigas-Pata \| 2 h 46 min 32 s \| \| 2e \| Igor Astarloa \| Espagne \| Mercatone Uno-Stream TV \| + 0 s \| \| 3e \| Michael Boogerd \| Pays-Bas \| Rabobank \| + 0 s \| \| 4e \| Raimondas Rumšas \| Lituanie \| Fassa Bortolo \| + 0 s \| \| 5e \| Stefano Garzelli \| Italie \| Mapei-Quick Step \| + 0 s \| \| 6e \| Francesco Casagrande \| Italie \| Fassa Bortolo \| + 0 s \| \| 7e \| David Etxebarria \| Espagne \| Euskaltel-Euskadi \| + 0 s \| \| 8e \| Ángel Castresana \| Espagne \| Euskaltel-Euskadi \| + 0 s \| \| 9e \| Cândido Barbosa \| Portugal \| iBanesto.com \| + 0 s \| \| 10e \| Abraham Olano \| Espagne \| ONCE-Eroski \| + 0 s \| |                      |          |                         |                 |
| |                      |          |                         |                 |
| |                      |          |                         |                 |
| Classement général |                      |          |                         |                 |
| Coureur | Coureur              | Pays     | Équipe                  | Temps           |
| 1er | Davide Rebellin      | Italie   | Liquigas-Pata           | 2 h 46 min 32 s |
| 2e | Igor Astarloa        | Espagne  | Mercatone Uno-Stream TV | + 0 s           |
| 3e | Michael Boogerd      | Pays-Bas | Rabobank                | + 0 s           |
| 4e | Raimondas Rumšas     | Lituanie | Fassa Bortolo           | + 0 s           |
| 5e | Stefano Garzelli     | Italie   | Mapei-Quick Step        | + 0 s           |
| 6e | Francesco Casagrande | Italie   | Fassa Bortolo           | + 0 s           |
| 7e | David Etxebarria     | Espagne  | Euskaltel-Euskadi       | + 0 s           |
| 8e | Ángel Castresana     | Espagne  | Euskaltel-Euskadi       | + 0 s           |
| 9e | Cândido Barbosa      | Portugal | iBanesto.com            | + 0 s           |
| 10e | Abraham Olano        | Espagne  | ONCE-Eroski             | + 0 s           |

### 2eétape
| \| Classement de l'étape \| Classement de l'étape \| Classement de l'étape \| Classement de l'étape \| Classement de l'étape \| \| Coureur \| Coureur \| Pays \| Équipe \| Temps \| \| --------------------- \| --------------------- \| --------------------- \| --------------------- \| --------------------- \| |         |      |        |       |
| |         |      |        |       |
| |         |      |        |       |
| Classement de l'étape |         |      |        |       |
| Coureur | Coureur | Pays | Équipe | Temps |

| \| Classement général \| Classement général \| Classement général \| Classement général \| Classement général \| \| Coureur \| Coureur \| Pays \| Équipe \| Temps \| \| ------------------ \| ------------------ \| ------------------ \| ------------------ \| ------------------ \| |         |      |        |       |
| |         |      |        |       |
| |         |      |        |       |
| Classement général |         |      |        |       |
| Coureur | Coureur | Pays | Équipe | Temps |

### 3eétape
| \| Classement de l'étape \| Classement de l'étape \| Classement de l'étape \| Classement de l'étape \| Classement de l'étape \| \| Coureur \| Coureur \| Pays \| Équipe \| Temps \| \| --------------------- \| --------------------- \| --------------------- \| --------------------- \| --------------------- \| |         |      |        |       |
| |         |      |        |       |
| |         |      |        |       |
| Classement de l'étape |         |      |        |       |
| Coureur | Coureur | Pays | Équipe | Temps |

| \| Classement général \| Classement général \| Classement général \| Classement général \| Classement général \| \| Coureur \| Coureur \| Pays \| Équipe \| Temps \| \| ------------------ \| ------------------ \| ------------------ \| ------------------ \| ------------------ \| |         |      |        |       |
| |         |      |        |       |
| |         |      |        |       |
| Classement général |         |      |        |       |
| Coureur | Coureur | Pays | Équipe | Temps |

### 4eétape
| \| Classement de l'étape \| Classement de l'étape \| Classement de l'étape \| Classement de l'étape \| Classement de l'étape \| \| Coureur \| Coureur \| Pays \| Équipe \| Temps \| \| --------------------- \| --------------------- \| --------------------- \| --------------------- \| --------------------- \| |         |      |        |       |
| |         |      |        |       |
| |         |      |        |       |
| Classement de l'étape |         |      |        |       |
| Coureur | Coureur | Pays | Équipe | Temps |

| \| Classement général \| Classement général \| Classement général \| Classement général \| Classement général \| \| Coureur \| Coureur \| Pays \| Équipe \| Temps \| \| ------------------ \| ------------------ \| ------------------ \| ------------------ \| ------------------ \| |         |      |        |       |
| |         |      |        |       |
| |         |      |        |       |
| Classement général |         |      |        |       |
| Coureur | Coureur | Pays | Équipe | Temps |

### 5eétapea
| \| Classement de l'étape \| Classement de l'étape \| Classement de l'étape \| Classement de l'étape \| Classement de l'étape \| \| Coureur \| Coureur \| Pays \| Équipe \| Temps \| \| --------------------- \| --------------------- \| --------------------- \| --------------------- \| --------------------- \| |         |      |        |       |
| |         |      |        |       |
| |         |      |        |       |
| Classement de l'étape |         |      |        |       |
| Coureur | Coureur | Pays | Équipe | Temps |

| \| Classement général \| Classement général \| Classement général \| Classement général \| Classement général \| \| Coureur \| Coureur \| Pays \| Équipe \| Temps \| \| ------------------ \| ------------------ \| ------------------ \| ------------------ \| ------------------ \| |         |      |        |       |
| |         |      |        |       |
| |         |      |        |       |
| Classement général |         |      |        |       |
| Coureur | Coureur | Pays | Équipe | Temps |

### 5eétapeb
| \| Classement de l'étape \| Classement de l'étape \| Classement de l'étape \| Classement de l'étape \| Classement de l'étape \| \| Coureur \| Coureur \| Pays \| Équipe \| Temps \| \| --------------------- \| --------------------- \| --------------------- \| --------------------- \| --------------------- \| |         |      |        |       |
| |         |      |        |       |
| |         |      |        |       |
| Classement de l'étape |         |      |        |       |
| Coureur | Coureur | Pays | Équipe | Temps |

## Classements finals

### Classement général
| \| Classement général \| Classement général \| Classement général \| Classement général \| Classement général \| \| Coureur \| Coureur \| Pays \| Équipe \| Temps \| \| ------------------ \| --------------------- \| ------------------ \| ---------------------------- \| ------------------ \| \| 1er \| Raimondas Rumšas \| Lituanie \| Fassa Bortolo \| 18 h 42 min 54 s \| \| 2e \| José Alberto Martínez \| Espagne \| Euskaltel-Euskadi \| + 5 s \| \| 3e \| Marcos Serrano \| Espagne \| ONCE-Eroski \| + 7 s \| \| 4e \| David Etxebarria \| Espagne \| Euskaltel-Euskadi \| + 7 s \| \| 5e \| Juan Carlos Domínguez \| Espagne \| iBanesto.com \| + 16 s \| \| 6e \| Francesco Casagrande \| Italie \| Fassa Bortolo \| + 17 s \| \| 7e \| Michael Boogerd \| Pays-Bas \| Rabobank \| + 18 s \| \| 8e \| José Azevedo \| Portugal \| ONCE-Eroski \| + 20 s \| \| 9e \| Alex Zülle \| Suisse \| Team Coast-Buffalo \| + 22 s \| \| 10e \| Dario Frigo \| Italie \| Fassa Bortolo \| + 36 s \| \| 11e \| Andrea Noè \| Italie \| Mapei-Quick Step \| + 37 s \| \| 12e \| Mario Aerts \| Belgique \| Lotto-Adecco \| + 38 s \| \| 13e \| Abraham Olano \| Espagne \| ONCE-Eroski \| + 38 s \| \| 14e \| Ángel Castresana \| Espagne \| Euskaltel-Euskadi \| + 42 s \| \| 15e \| Rik Verbrugghe \| Belgique \| Lotto-Adecco \| + 44 s \| \| 16e \| Oscar Camenzind \| Suisse \| Lampre-Daikin \| + 46 s \| \| 17e \| Bingen Fernández \| Espagne \| Euskaltel-Euskadi \| + 50 s \| \| 18e \| Eddy Mazzoleni \| Italie \| Tacconi Sport-Vini Caldirola \| + 55 s \| \| 19e \| Peter Luttenberger \| Autriche \| Tacconi Sport-Vini Caldirola \| + 1 min 06 s \| \| 20e \| Beat Zberg \| Suisse \| Rabobank \| + 1 min 08 s \| |                       |          |                              |                  |
| |                       |          |                              |                  |
| |                       |          |                              |                  |
| Classement général |                       |          |                              |                  |
| Coureur | Coureur               | Pays     | Équipe                       | Temps            |
| 1er | Raimondas Rumšas      | Lituanie | Fassa Bortolo                | 18 h 42 min 54 s |
| 2e | José Alberto Martínez | Espagne  | Euskaltel-Euskadi            | + 5 s            |
| 3e | Marcos Serrano        | Espagne  | ONCE-Eroski                  | + 7 s            |
| 4e | David Etxebarria      | Espagne  | Euskaltel-Euskadi            | + 7 s            |
| 5e | Juan Carlos Domínguez | Espagne  | iBanesto.com                 | + 16 s           |
| 6e | Francesco Casagrande  | Italie   | Fassa Bortolo                | + 17 s           |
| 7e | Michael Boogerd       | Pays-Bas | Rabobank                     | + 18 s           |
| 8e | José Azevedo          | Portugal | ONCE-Eroski                  | + 20 s           |
| 9e | Alex Zülle            | Suisse   | Team Coast-Buffalo           | + 22 s           |
| 10e | Dario Frigo           | Italie   | Fassa Bortolo                | + 36 s           |
| 11e | Andrea Noè            | Italie   | Mapei-Quick Step             | + 37 s           |
| 12e | Mario Aerts           | Belgique | Lotto-Adecco                 | + 38 s           |
| 13e | Abraham Olano         | Espagne  | ONCE-Eroski                  | + 38 s           |
| 14e | Ángel Castresana      | Espagne  | Euskaltel-Euskadi            | + 42 s           |
| 15e | Rik Verbrugghe        | Belgique | Lotto-Adecco                 | + 44 s           |
| 16e | Oscar Camenzind       | Suisse   | Lampre-Daikin                | + 46 s           |
| 17e | Bingen Fernández      | Espagne  | Euskaltel-Euskadi            | + 50 s           |
| 18e | Eddy Mazzoleni        | Italie   | Tacconi Sport-Vini Caldirola | + 55 s           |
| 19e | Peter Luttenberger    | Autriche | Tacconi Sport-Vini Caldirola | + 1 min 06 s     |
| 20e | Beat Zberg            | Suisse   | Rabobank                     | + 1 min 08 s     |

| Classement par points | Classement par points | Classement par points | Classement par points   | Classement par points |
| Coureur               | Coureur               | Pays                  | Équipe                  | Points                |
| --------------------- | --------------------- | --------------------- | ----------------------- | --------------------- |
| 1er                   | Michael Boogerd       | Pays-Bas              | Rabobank                | 82 pts                |
| 2e                    | David Etxebarria      | Espagne               | Euskaltel-Euskadi       | 73 pts                |
| 3e                    | Raimondas Rumšas      | Lituanie              | Fassa Bortolo           | 68 pts                |
| 4e                    | Igor Astarloa         | Espagne               | Mercatone Uno-Stream TV | 63 pts                |
| 5e                    | Stefano Garzelli      | Italie                | Mapei-Quick Step        | 49 pts                |
| 6e                    | José Alberto Martínez | Espagne               | Euskaltel-Euskadi       | 39 pts                |
| 7e                    | Ángel Castresana      | Espagne               | Euskaltel-Euskadi       | 36 pts                |
| 8e                    | Francesco Casagrande  | Italie                | Fassa Bortolo           | 32 pts                |
| 9e                    | Marcos Serrano        | Espagne               | ONCE-Eroski             | 27 pts                |
| 10e                   | Juan Carlos Domínguez | Espagne               | iBanesto.com            | 21 pts                |

| Classement par points | Classement par points | Classement par points | Classement par points   | Classement par points |
| Coureur               | Coureur               | Pays                  | Équipe                  | Points                |
| --------------------- | --------------------- | --------------------- | ----------------------- | --------------------- |
| 1er                   | Michael Boogerd       | Pays-Bas              | Rabobank                | 82 pts                |
| 2e                    | David Etxebarria      | Espagne               | Euskaltel-Euskadi       | 73 pts                |
| 3e                    | Raimondas Rumšas      | Lituanie              | Fassa Bortolo           | 68 pts                |
| 4e                    | Igor Astarloa         | Espagne               | Mercatone Uno-Stream TV | 63 pts                |
| 5e                    | Stefano Garzelli      | Italie                | Mapei-Quick Step        | 49 pts                |
| 6e                    | José Alberto Martínez | Espagne               | Euskaltel-Euskadi       | 39 pts                |
| 7e                    | Ángel Castresana      | Espagne               | Euskaltel-Euskadi       | 36 pts                |
| 8e                    | Francesco Casagrande  | Italie                | Fassa Bortolo           | 32 pts                |
| 9e                    | Marcos Serrano        | Espagne               | ONCE-Eroski             | 27 pts                |
| 10e                   | Juan Carlos Domínguez | Espagne               | iBanesto.com            | 21 pts                |

| Classement de la montagne | Classement de la montagne | Classement de la montagne | Classement de la montagne | Classement de la montagne |
| Coureur                   | Coureur                   | Pays                      | Équipe                    | Points                    |
| ------------------------- | ------------------------- | ------------------------- | ------------------------- | ------------------------- |
| 1er                       | Pavel Tonkov              | Russie                    | Mercury-Viatel            | 41 pts                    |
| 2e                        | David Latasa              | Espagne                   | iBanesto.com              | 25 pts                    |
| 3e                        | Francisco José Lara       | Espagne                   | Festina                   | 25 pts                    |
| 4e                        | Txema del Olmo            | Espagne                   | Euskaltel-Euskadi         | 23 pts                    |
| 5e                        | David Etxebarria          | Espagne                   | Euskaltel-Euskadi         | 23 pts                    |
| 6e                        | Michael Boogerd           | Pays-Bas                  | Rabobank                  | 21 pts                    |
| 7e                        | Francisco Cabello         | Espagne                   | Kelme-Costa Blanca        | 19 pts                    |
| 8e                        | Unai Osa                  | Espagne                   | iBanesto.com              | 19 pts                    |
| 9e                        | Juan Miguel Cuenca        | Espagne                   | Kelme-Costa Blanca        | 18 pts                    |
| 10e                       | Igor González de Galdeano | Espagne                   | ONCE-Eroski               | 14 pts                    |

| Classement de la montagne | Classement de la montagne | Classement de la montagne | Classement de la montagne | Classement de la montagne |
| Coureur                   | Coureur                   | Pays                      | Équipe                    | Points                    |
| ------------------------- | ------------------------- | ------------------------- | ------------------------- | ------------------------- |
| 1er                       | Pavel Tonkov              | Russie                    | Mercury-Viatel            | 41 pts                    |
| 2e                        | David Latasa              | Espagne                   | iBanesto.com              | 25 pts                    |
| 3e                        | Francisco José Lara       | Espagne                   | Festina                   | 25 pts                    |
| 4e                        | Txema del Olmo            | Espagne                   | Euskaltel-Euskadi         | 23 pts                    |
| 5e                        | David Etxebarria          | Espagne                   | Euskaltel-Euskadi         | 23 pts                    |
| 6e                        | Michael Boogerd           | Pays-Bas                  | Rabobank                  | 21 pts                    |
| 7e                        | Francisco Cabello         | Espagne                   | Kelme-Costa Blanca        | 19 pts                    |
| 8e                        | Unai Osa                  | Espagne                   | iBanesto.com              | 19 pts                    |
| 9e                        | Juan Miguel Cuenca        | Espagne                   | Kelme-Costa Blanca        | 18 pts                    |
| 10e                       | Igor González de Galdeano | Espagne                   | ONCE-Eroski               | 14 pts                    |

| Classement des sprints | Classement des sprints | Classement des sprints | Classement des sprints   | Classement des sprints |
| Coureur                | Coureur                | Pays                   | Équipe                   | Points                 |
| ---------------------- | ---------------------- | ---------------------- | ------------------------ | ---------------------- |
| 1er                    | Tomáš Konečný          | Tchéquie               | Domo-Farm Frites-Latexco | 12 pts                 |
| 2e                     | José Luis Arrieta      | Espagne                | iBanesto.com             | 12 pts                 |
| 3e                     | David Latasa           | Espagne                | iBanesto.com             | 6 pts                  |
| 4e                     | Francisco José Lara    | Espagne                | Festina                  | 5 pts                  |
| 5e                     | Alberto Elli           | Italie                 | Deutsche Telekom         | 4 pts                  |
| 6e                     | Francisco Cabello      | Espagne                | Kelme-Costa Blanca       | 4 pts                  |
| 7e                     | Koos Moerenhout        | Pays-Bas               | Domo-Farm Frites-Latexco | 4 pts                  |
| 8e                     | Juan Miguel Cuenca     | Espagne                | Kelme-Costa Blanca       | 4 pts                  |
| 9e                     | Manuel Beltrán         | Espagne                | Mapei-Quick Step         | 3 pts                  |
| 10e                    | César Solaun           | Espagne                | iBanesto.com             | 3 pts                  |

| Classement des sprints | Classement des sprints | Classement des sprints | Classement des sprints   | Classement des sprints |
| Coureur                | Coureur                | Pays                   | Équipe                   | Points                 |
| ---------------------- | ---------------------- | ---------------------- | ------------------------ | ---------------------- |
| 1er                    | Tomáš Konečný          | Tchéquie               | Domo-Farm Frites-Latexco | 12 pts                 |
| 2e                     | José Luis Arrieta      | Espagne                | iBanesto.com             | 12 pts                 |
| 3e                     | David Latasa           | Espagne                | iBanesto.com             | 6 pts                  |
| 4e                     | Francisco José Lara    | Espagne                | Festina                  | 5 pts                  |
| 5e                     | Alberto Elli           | Italie                 | Deutsche Telekom         | 4 pts                  |
| 6e                     | Francisco Cabello      | Espagne                | Kelme-Costa Blanca       | 4 pts                  |
| 7e                     | Koos Moerenhout        | Pays-Bas               | Domo-Farm Frites-Latexco | 4 pts                  |
| 8e                     | Juan Miguel Cuenca     | Espagne                | Kelme-Costa Blanca       | 4 pts                  |
| 9e                     | Manuel Beltrán         | Espagne                | Mapei-Quick Step         | 3 pts                  |
| 10e                    | César Solaun           | Espagne                | iBanesto.com             | 3 pts                  |

| Classement par équipes | Classement par équipes       | Classement par équipes | Classement par équipes |
| Équipe                 | Équipe                       | Pays                   | Temps                  |
| ---------------------- | ---------------------------- | ---------------------- | ---------------------- |
| 1re                    | Fassa Bortolo                | Italie                 | 56 h 09 min 30 s       |
| 2e                     | Euskaltel-Euskadi            | Espagne                | + 8 s                  |
| 3e                     | ONCE-Eroski                  | Espagne                | + 18 s                 |
| 4e                     | iBanesto.com                 | Espagne                | + 1 min 30 s           |
| 5e                     | Lotto-Adecco                 | Belgique               | + 1 min 58 s           |
| 6e                     | Tacconi Sport-Vini Caldirola | Italie                 | + 2 min 29 s           |
| 7e                     | Mapei-Quick Step             | Italie                 | + 3 min 25 s           |
| 8e                     | Lampre-Daikin                | Italie                 | + 4 min 16 s           |
| 9e                     | Domo-Farm Frites-Latexco     | Belgique               | + 5 min 52 s           |
| 10e                    | Mercatone Uno-Stream TV      | Italie                 | + 7 min 18 s           |

| Classement par équipes | Classement par équipes       | Classement par équipes | Classement par équipes |
| Équipe                 | Équipe                       | Pays                   | Temps                  |
| ---------------------- | ---------------------------- | ---------------------- | ---------------------- |
| 1re                    | Fassa Bortolo                | Italie                 | 56 h 09 min 30 s       |
| 2e                     | Euskaltel-Euskadi            | Espagne                | + 8 s                  |
| 3e                     | ONCE-Eroski                  | Espagne                | + 18 s                 |
| 4e                     | iBanesto.com                 | Espagne                | + 1 min 30 s           |
| 5e                     | Lotto-Adecco                 | Belgique               | + 1 min 58 s           |
| 6e                     | Tacconi Sport-Vini Caldirola | Italie                 | + 2 min 29 s           |
| 7e                     | Mapei-Quick Step             | Italie                 | + 3 min 25 s           |
| 8e                     | Lampre-Daikin                | Italie                 | + 4 min 16 s           |
| 9e                     | Domo-Farm Frites-Latexco     | Belgique               | + 5 min 52 s           |
| 10e                    | Mercatone Uno-Stream TV      | Italie                 | + 7 min 18 s           |

## Évolution des classements
| Étape              |                             | Vainqueur _      | Classement général _ | Classement par points _ | Meilleur grimpeur _ | Meilleur sprinteur _ | Meilleure équipe _ |
| ------------------ | --------------------------- | ---------------- | -------------------- | ----------------------- | ------------------- | -------------------- | ------------------ |
| 1re étape          | étape vallonnée             | Davide Rebellin  | Davide Rebellin      | Davide Rebellin         | Unai Osa            | Tomáš Konečný        | Euskaltel-Euskadi  |
| 2e étape           | étape de plaine             | Stefano Zanini   | Igor Astarloa        | non attribué            | non attribué        | non attribué         | non attribué       |
| 3e étape           | étape vallonnée             | Davide Rebellin  | Michael Boogerd      | non attribué            | non attribué        | non attribué         | non attribué       |
| 4e étape           | étape vallonnée             | Ángel Castresana | Michael Boogerd      | non attribué            | non attribué        | non attribué         | non attribué       |
| 5e a étape         | étape vallonnée             | Stefano Garzelli | Michael Boogerd      | non attribué            | non attribué        | non attribué         | non attribué       |
| 5e b étape         | contre-la-montre individuel | Raimondas Rumšas | Raimondas Rumšas     | Michael Boogerd         | Pavel Tonkov        | Tomáš Konečný        | Fassa Bortolo      |
| Classements finals | Classements finals          |                  | Raimondas Rumšas     | Michael Boogerd         | Pavel Tonkov        | Tomáš Konečný        | Fassa Bortolo      |

## Liste des participants
| Deutsche Telekom TEL | Deutsche Telekom TEL       | Deutsche Telekom TEL |
| -------------------- | -------------------------- | -------------------- |
| Num                  | Coureur                    | Pos                  |
| 1                    | Rolf Aldag (GER)           | NP-5                 |
| 2                    | Kai Hundertmarck (GER)     |                      |
| 3                    | Udo Bölts (GER)            |                      |
| 4                    | Alberto Elli (ITA)         |                      |
| 5                    | Giuseppe Guerini (ITA)     |                      |
| 6                    | Andrey Mizourov (KAZ)      |                      |
| 7                    | Roberto Sgambelluri (ITA)  |                      |
| 8                    | Alexandre Vinokourov (KAZ) | AB-4                 |

| Mercatone Uno-Stream TV ___ | Mercatone Uno-Stream TV ___ | Mercatone Uno-Stream TV ___ |
| --------------------------- | --------------------------- | --------------------------- |
| Num                         | Coureur                     | Pos                         |
| 11                          | Massimo Podenzana (ITA)     |                             |
| 12                          | Marco Velo (ITA)            |                             |
| 13                          | Igor Astarloa (ESP)         |                             |
| 14                          | Daniel Clavero (ESP)        |                             |
| 15                          | Riccardo Forconi (ITA)      |                             |
| 16                          | Simone Borgheresi (ITA)     |                             |
| 17                          | Daniele De Paoli (ITA)      |                             |
| 18                          | Oscar Mason (ITA)           |                             |

| ONCE-Eroski ONC | ONCE-Eroski ONC                 | ONCE-Eroski ONC |
| --------------- | ------------------------------- | --------------- |
| Num             | Coureur                         | Pos             |
| 21              | Abraham Olano (ESP)             |                 |
| 22              | Igor González de Galdeano (ESP) |                 |
| 23              | Mikel Zarrabeitia (ESP)         |                 |
| 24              | Jan Hruška (CZE)                |                 |
| 25              | Jörg Jaksche (GER)              |                 |
| 26              | José Azevedo (POR)              |                 |
| 27              | Mikel Pradera (ESP)             |                 |
| 28              | Marcos Serrano (ESP)            |                 |

| Liquigas-Pata ___ | Liquigas-Pata ___        | Liquigas-Pata ___ |
| ----------------- | ------------------------ | ----------------- |
| Num               | Coureur                  | Pos               |
| 31                | Davide Rebellin (ITA)    | AB-5              |
| 32                | Serhiy Honchar (UKR)     |                   |
| 33                | Gianni Faresin (ITA)     |                   |
| 34                | Gorazd Štangelj (SLO)    |                   |
| 35                | Fausto Dotti (ITA)       |                   |
| 36                | Cristiano Frattini (ITA) |                   |
| 37                | Ellis Rastelli (ITA)     |                   |
| 38                | Fabio Malberti (ITA)     | AB-3              |

| Mapei-Quick Step MAP | Mapei-Quick Step MAP    | Mapei-Quick Step MAP |
| -------------------- | ----------------------- | -------------------- |
| Num                  | Coureur                 | Pos                  |
| 41                   | Stefano Garzelli (ITA)  |                      |
| 42                   | Stefano Zanini (ITA)    | AB-5                 |
| 43                   | Manuel Beltrán (ESP)    |                      |
| 44                   | Andrea Tafi (ITA)       | NP-4                 |
| 45                   | Paolo Lanfranchi (ITA)  | AB-5                 |
| 46                   | Andrea Noè (ITA)        |                      |
| 47                   | Rinaldo Nocentini (ITA) |                      |
| 48                   | David Cañada (ESP)      |                      |

| Tacconi Sport-Vini Caldirola ___ | Tacconi Sport-Vini Caldirola ___ | Tacconi Sport-Vini Caldirola ___ |
| -------------------------------- | -------------------------------- | -------------------------------- |
| Num                              | Coureur                          | Pos                              |
| 51                               | Peter Luttenberger (AUT)         |                                  |
| 52                               | Nicola Miceli (ITA)              | AB-4                             |
| 53                               | Massimo Donati (ITA)             |                                  |
| 54                               | Eddy Mazzoleni (ITA)             |                                  |
| 55                               | Patrick Calcagni (SUI)           |                                  |
| 56                               | Ruggero Borghi (ITA)             | AB-2                             |
| 57                               | Sandro Giacomelli (ITA)          |                                  |
| 58                               | Giuseppe Di Grande (ITA)         |                                  |

| Rabobank RAB | Rabobank RAB             | Rabobank RAB |
| ------------ | ------------------------ | ------------ |
| Num          | Coureur                  | Pos          |
| 61           | Michael Boogerd (NED)    |              |
| 62           | Addy Engels (NED)        |              |
| 63           | Beat Zberg (SUI)         |              |
| 64           | Maarten den Bakker (NED) |              |
| 65           | Marc Lotz (NED)          |              |
| 66           | Grischa Niermann (GER)   |              |
| 67           | Bram de Groot (NED)      |              |
| 68           | Geert Verheyen (BEL)     |              |

| iBanesto.com BAN | iBanesto.com BAN            | iBanesto.com BAN |
| ---------------- | --------------------------- | ---------------- |
| Num              | Coureur                     | Pos              |
| 71               | Dariusz Baranowski (POL)    |                  |
| 72               | Tomasz Brożyna (POL)        |                  |
| 73               | Juan Carlos Domínguez (ESP) |                  |
| 74               | Unai Osa (ESP)              |                  |
| 75               | José Luis Arrieta (ESP)     |                  |
| 76               | Cândido Barbosa (POR)       | AB-5             |
| 77               | César Solaun (ESP)          |                  |
| 78               | David Latasa (ESP)          |                  |

| Domo-Farm Frites-Latexco DFF | Domo-Farm Frites-Latexco DFF | Domo-Farm Frites-Latexco DFF |
| ---------------------------- | ---------------------------- | ---------------------------- |
| Num                          | Coureur                      | Pos                          |
| 81                           | Axel Merckx (BEL)            |                              |
| 82                           | Dave Bruylandts (BEL)        |                              |
| 83                           | Steve De Wolf (BEL)          |                              |
| 84                           | Leif Hoste (BEL)             | AB-1                         |
| 85                           | Steven Kleynen (BEL)         |                              |
| 86                           | Tomáš Konečný (CZE)          |                              |
| 87                           | Koos Moerenhout (NED)        |                              |
| 88                           | Glenn Magnusson (SWE)        |                              |

| Festina FES | Festina FES                | Festina FES |
| ----------- | -------------------------- | ----------- |
| Num         | Coureur                    | Pos         |
| 91          | Ángel Casero (ESP)         |             |
| 92          | David Plaza (ESP)          |             |
| 93          | Michel Klinger (SUI)       | AB-5        |
| 94          | Luis Pérez Rodríguez (ESP) |             |
| 95          | Francisco José Lara (ESP)  |             |
| 96          | José Luis Rebollo (ESP)    |             |
| 97          | Iban Sastre (ESP)          |             |
| 98          | Félix García Casas (ESP)   |             |

| Team Coast-Buffalo COA | Team Coast-Buffalo COA  | Team Coast-Buffalo COA |
| ---------------------- | ----------------------- | ---------------------- |
| Num                    | Coureur                 | Pos                    |
| 101                    | Alex Zülle (SUI)        |                        |
| 102                    | Fernando Escartín (ESP) |                        |
| 103                    | Aitor Garmendia (ESP)   |                        |
| 104                    | Mauro Gianetti (SUI)    |                        |
| 105                    | Daniel Becke (GER)      | AB-3                   |
| 106                    | Niki Aebersold (SUI)    |                        |
| 107                    | Sascha Henrix (GER)     | AB-5                   |
| 108                    | Roland Meier (SUI)      | AB-5                   |

| Fassa Bortolo FAS | Fassa Bortolo FAS          | Fassa Bortolo FAS |
| ----------------- | -------------------------- | ----------------- |
| Num               | Coureur                    | Pos               |
| 111               | Francesco Casagrande (ITA) |                   |
| 112               | Wladimir Belli (ITA)       | AB-3              |
| 113               | Dario Frigo (ITA)          |                   |
| 114               | Ivan Basso (ITA)           |                   |
| 115               | Oscar Pozzi (ITA)          |                   |
| 116               | Luca Mazzanti (ITA)        |                   |
| 117               | Andrea Peron (ITA)         |                   |
| 118               | Raimondas Rumšas (LTU)     |                   |

| Lampre-Daikin LAM | Lampre-Daikin LAM         | Lampre-Daikin LAM |
| ----------------- | ------------------------- | ----------------- |
| Num               | Coureur                   | Pos               |
| 121               | Oscar Camenzind (SUI)     |                   |
| 122               | Frank Vandenbroucke (BEL) | AB-3              |
| 123               | Juan Manuel Gárate (ESP)  |                   |
| 124               | Sergio Barbero (ITA)      |                   |
| 125               | Simone Bertoletti (ITA)   |                   |
| 126               | Massimo Codol (ITA)       |                   |
| 127               | Gabriele Missaglia (ITA)  | AB-2              |
| 128               | Gilberto Simoni (ITA)     |                   |

| Lotto-Adecco ___ | Lotto-Adecco ___         | Lotto-Adecco ___ |
| ---------------- | ------------------------ | ---------------- |
| Num              | Coureur                  | Pos              |
| 131              | Mario Aerts (BEL)        |                  |
| 132              | Serge Baguet (BEL)       |                  |
| 133              | Christophe Brandt (BEL)  | NP-5             |
| 134              | Glenn D'Hollander (BEL)  |                  |
| 135              | Stive Vermaut (BEL)      |                  |
| 136              | Kurt Van de Wouwer (BEL) |                  |
| 137              | Ief Verbrugghe (BEL)     |                  |
| 138              | Rik Verbrugghe (BEL)     |                  |

| Mercury-Viatel ___ | Mercury-Viatel ___       | Mercury-Viatel ___ |
| ------------------ | ------------------------ | ------------------ |
| Num                | Coureur                  | Pos                |
| 141                | Pavel Tonkov (RUS)       |                    |
| 142                | Andrei Teteriouk (KAZ)   |                    |
| 143                | Niklas Axelsson (SWE)    | AB-5               |
| 144                | Chann McRae (USA)        | AB-5               |
| 145                | Floyd Landis (USA)       |                    |
| 146                | Christopher Horner (USA) | AB-1               |
| 147                | Chris Wherry (USA)       | AB-2               |
| 148                | Jamie Drew (AUS)         | AB-2               |

| Kelme-Costa Blanca KEL | Kelme-Costa Blanca KEL      | Kelme-Costa Blanca KEL |
| ---------------------- | --------------------------- | ---------------------- |
| Num                    | Coureur                     | Pos                    |
| 151                    | Francisco Cabello (ESP)     |                        |
| 152                    | Ángel Vicioso (ESP)         | AB-5                   |
| 153                    | José Javier Gómez (ESP)     |                        |
| 154                    | Juan Miguel Cuenca (ESP)    |                        |
| 155                    | Gustavo Otero (ESP)         |                        |
| 156                    | Laurent Desbiens (FRA)      | AB-5                   |
| 157                    | Francisco León Mane (ESP)   |                        |
| 158                    | Carlos García Quesada (ESP) | AB-2                   |

| Euskaltel-Euskadi EUS | Euskaltel-Euskadi EUS       | Euskaltel-Euskadi EUS |
| --------------------- | --------------------------- | --------------------- |
| Num                   | Coureur                     | Pos                   |
| 161                   | David Etxebarria (ESP)      |                       |
| 162                   | Bingen Fernández (ESP)      |                       |
| 163                   | Unai Etxebarria (VEN)       |                       |
| 164                   | José Alberto Martínez (ESP) |                       |
| 165                   | Íñigo Chaurreau (ESP)       |                       |
| 166                   | Ángel Castresana (ESP)      |                       |
| 167                   | Mikel Artetxe (ESP)         |                       |
| 168                   | Txema del Olmo (ESP)        |                       |

| Jazztel-Costa de Almeria JAZ | Jazztel-Costa de Almeria JAZ | Jazztel-Costa de Almeria JAZ |
| ---------------------------- | ---------------------------- | ---------------------------- |
| Num                          | Coureur                      | Pos                          |
| 171                          | Fabio Roscioli (ITA)         | AB-5                         |
| 172                          | Serguei Smetanine (RUS)      |                              |
| 173                          | Pedro Díaz Lobato (ESP)      | AB-5                         |
| 174                          | Ricardo Valdés (ESP)         |                              |
| 175                          | Fabio Testi (ITA)            |                              |
| 176                          | Aitor Kintana (ESP)          |                              |
| 177                          | José Antonio Garrido (ESP)   |                              |
| 178                          | Darío Gadeo (ESP)            |                              |

| Colchon Relax - Fuenlabrada ___ | Colchon Relax - Fuenlabrada ___ | Colchon Relax - Fuenlabrada ___ |
| ------------------------------- | ------------------------------- | ------------------------------- |
| Num                             | Coureur                         | Pos                             |
| 181                             | Imanol Ayestarán (ESP)          |                                 |
| 182                             | Andrés Bermejo (ESP)            |                                 |
| 183                             | Nacor Burgos (ESP)              |                                 |
| 184                             | José Manuel Vázquez (ESP)       |                                 |
| 185                             | David Vázquez López (ESP)       |                                 |
| 186                             | Eduardo Hernández Bailo (ESP)   |                                 |
| 187                             | Hernán Darío Muñoz (COL)        |                                 |
| 188                             | Jorge Capitán (ESP)             |                                 |

| Deutsche Telekom TEL | Deutsche Telekom TEL       | Deutsche Telekom TEL |
| -------------------- | -------------------------- | -------------------- |
| Num                  | Coureur                    | Pos                  |
| 1                    | Rolf Aldag (GER)           | NP-5                 |
| 2                    | Kai Hundertmarck (GER)     |                      |
| 3                    | Udo Bölts (GER)            |                      |
| 4                    | Alberto Elli (ITA)         |                      |
| 5                    | Giuseppe Guerini (ITA)     |                      |
| 6                    | Andrey Mizourov (KAZ)      |                      |
| 7                    | Roberto Sgambelluri (ITA)  |                      |
| 8                    | Alexandre Vinokourov (KAZ) | AB-4                 |

| Mercatone Uno-Stream TV ___ | Mercatone Uno-Stream TV ___ | Mercatone Uno-Stream TV ___ |
| --------------------------- | --------------------------- | --------------------------- |
| Num                         | Coureur                     | Pos                         |
| 11                          | Massimo Podenzana (ITA)     |                             |
| 12                          | Marco Velo (ITA)            |                             |
| 13                          | Igor Astarloa (ESP)         |                             |
| 14                          | Daniel Clavero (ESP)        |                             |
| 15                          | Riccardo Forconi (ITA)      |                             |
| 16                          | Simone Borgheresi (ITA)     |                             |
| 17                          | Daniele De Paoli (ITA)      |                             |
| 18                          | Oscar Mason (ITA)           |                             |

| ONCE-Eroski ONC | ONCE-Eroski ONC                 | ONCE-Eroski ONC |
| --------------- | ------------------------------- | --------------- |
| Num             | Coureur                         | Pos             |
| 21              | Abraham Olano (ESP)             |                 |
| 22              | Igor González de Galdeano (ESP) |                 |
| 23              | Mikel Zarrabeitia (ESP)         |                 |
| 24              | Jan Hruška (CZE)                |                 |
| 25              | Jörg Jaksche (GER)              |                 |
| 26              | José Azevedo (POR)              |                 |
| 27              | Mikel Pradera (ESP)             |                 |
| 28              | Marcos Serrano (ESP)            |                 |

| Liquigas-Pata ___ | Liquigas-Pata ___        | Liquigas-Pata ___ |
| ----------------- | ------------------------ | ----------------- |
| Num               | Coureur                  | Pos               |
| 31                | Davide Rebellin (ITA)    | AB-5              |
| 32                | Serhiy Honchar (UKR)     |                   |
| 33                | Gianni Faresin (ITA)     |                   |
| 34                | Gorazd Štangelj (SLO)    |                   |
| 35                | Fausto Dotti (ITA)       |                   |
| 36                | Cristiano Frattini (ITA) |                   |
| 37                | Ellis Rastelli (ITA)     |                   |
| 38                | Fabio Malberti (ITA)     | AB-3              |

| Mapei-Quick Step MAP | Mapei-Quick Step MAP    | Mapei-Quick Step MAP |
| -------------------- | ----------------------- | -------------------- |
| Num                  | Coureur                 | Pos                  |
| 41                   | Stefano Garzelli (ITA)  |                      |
| 42                   | Stefano Zanini (ITA)    | AB-5                 |
| 43                   | Manuel Beltrán (ESP)    |                      |
| 44                   | Andrea Tafi (ITA)       | NP-4                 |
| 45                   | Paolo Lanfranchi (ITA)  | AB-5                 |
| 46                   | Andrea Noè (ITA)        |                      |
| 47                   | Rinaldo Nocentini (ITA) |                      |
| 48                   | David Cañada (ESP)      |                      |

| Tacconi Sport-Vini Caldirola ___ | Tacconi Sport-Vini Caldirola ___ | Tacconi Sport-Vini Caldirola ___ |
| -------------------------------- | -------------------------------- | -------------------------------- |
| Num                              | Coureur                          | Pos                              |
| 51                               | Peter Luttenberger (AUT)         |                                  |
| 52                               | Nicola Miceli (ITA)              | AB-4                             |
| 53                               | Massimo Donati (ITA)             |                                  |
| 54                               | Eddy Mazzoleni (ITA)             |                                  |
| 55                               | Patrick Calcagni (SUI)           |                                  |
| 56                               | Ruggero Borghi (ITA)             | AB-2                             |
| 57                               | Sandro Giacomelli (ITA)          |                                  |
| 58                               | Giuseppe Di Grande (ITA)         |                                  |

| Rabobank RAB | Rabobank RAB             | Rabobank RAB |
| ------------ | ------------------------ | ------------ |
| Num          | Coureur                  | Pos          |
| 61           | Michael Boogerd (NED)    |              |
| 62           | Addy Engels (NED)        |              |
| 63           | Beat Zberg (SUI)         |              |
| 64           | Maarten den Bakker (NED) |              |
| 65           | Marc Lotz (NED)          |              |
| 66           | Grischa Niermann (GER)   |              |
| 67           | Bram de Groot (NED)      |              |
| 68           | Geert Verheyen (BEL)     |              |

| iBanesto.com BAN | iBanesto.com BAN            | iBanesto.com BAN |
| ---------------- | --------------------------- | ---------------- |
| Num              | Coureur                     | Pos              |
| 71               | Dariusz Baranowski (POL)    |                  |
| 72               | Tomasz Brożyna (POL)        |                  |
| 73               | Juan Carlos Domínguez (ESP) |                  |
| 74               | Unai Osa (ESP)              |                  |
| 75               | José Luis Arrieta (ESP)     |                  |
| 76               | Cândido Barbosa (POR)       | AB-5             |
| 77               | César Solaun (ESP)          |                  |
| 78               | David Latasa (ESP)          |                  |

| Domo-Farm Frites-Latexco DFF | Domo-Farm Frites-Latexco DFF | Domo-Farm Frites-Latexco DFF |
| ---------------------------- | ---------------------------- | ---------------------------- |
| Num                          | Coureur                      | Pos                          |
| 81                           | Axel Merckx (BEL)            |                              |
| 82                           | Dave Bruylandts (BEL)        |                              |
| 83                           | Steve De Wolf (BEL)          |                              |
| 84                           | Leif Hoste (BEL)             | AB-1                         |
| 85                           | Steven Kleynen (BEL)         |                              |
| 86                           | Tomáš Konečný (CZE)          |                              |
| 87                           | Koos Moerenhout (NED)        |                              |
| 88                           | Glenn Magnusson (SWE)        |                              |

| Festina FES | Festina FES                | Festina FES |
| ----------- | -------------------------- | ----------- |
| Num         | Coureur                    | Pos         |
| 91          | Ángel Casero (ESP)         |             |
| 92          | David Plaza (ESP)          |             |
| 93          | Michel Klinger (SUI)       | AB-5        |
| 94          | Luis Pérez Rodríguez (ESP) |             |
| 95          | Francisco José Lara (ESP)  |             |
| 96          | José Luis Rebollo (ESP)    |             |
| 97          | Iban Sastre (ESP)          |             |
| 98          | Félix García Casas (ESP)   |             |

| Team Coast-Buffalo COA | Team Coast-Buffalo COA  | Team Coast-Buffalo COA |
| ---------------------- | ----------------------- | ---------------------- |
| Num                    | Coureur                 | Pos                    |
| 101                    | Alex Zülle (SUI)        |                        |
| 102                    | Fernando Escartín (ESP) |                        |
| 103                    | Aitor Garmendia (ESP)   |                        |
| 104                    | Mauro Gianetti (SUI)    |                        |
| 105                    | Daniel Becke (GER)      | AB-3                   |
| 106                    | Niki Aebersold (SUI)    |                        |
| 107                    | Sascha Henrix (GER)     | AB-5                   |
| 108                    | Roland Meier (SUI)      | AB-5                   |

| Fassa Bortolo FAS | Fassa Bortolo FAS          | Fassa Bortolo FAS |
| ----------------- | -------------------------- | ----------------- |
| Num               | Coureur                    | Pos               |
| 111               | Francesco Casagrande (ITA) |                   |
| 112               | Wladimir Belli (ITA)       | AB-3              |
| 113               | Dario Frigo (ITA)          |                   |
| 114               | Ivan Basso (ITA)           |                   |
| 115               | Oscar Pozzi (ITA)          |                   |
| 116               | Luca Mazzanti (ITA)        |                   |
| 117               | Andrea Peron (ITA)         |                   |
| 118               | Raimondas Rumšas (LTU)     |                   |

| Lampre-Daikin LAM | Lampre-Daikin LAM         | Lampre-Daikin LAM |
| ----------------- | ------------------------- | ----------------- |
| Num               | Coureur                   | Pos               |
| 121               | Oscar Camenzind (SUI)     |                   |
| 122               | Frank Vandenbroucke (BEL) | AB-3              |
| 123               | Juan Manuel Gárate (ESP)  |                   |
| 124               | Sergio Barbero (ITA)      |                   |
| 125               | Simone Bertoletti (ITA)   |                   |
| 126               | Massimo Codol (ITA)       |                   |
| 127               | Gabriele Missaglia (ITA)  | AB-2              |
| 128               | Gilberto Simoni (ITA)     |                   |

| Lotto-Adecco ___ | Lotto-Adecco ___         | Lotto-Adecco ___ |
| ---------------- | ------------------------ | ---------------- |
| Num              | Coureur                  | Pos              |
| 131              | Mario Aerts (BEL)        |                  |
| 132              | Serge Baguet (BEL)       |                  |
| 133              | Christophe Brandt (BEL)  | NP-5             |
| 134              | Glenn D'Hollander (BEL)  |                  |
| 135              | Stive Vermaut (BEL)      |                  |
| 136              | Kurt Van de Wouwer (BEL) |                  |
| 137              | Ief Verbrugghe (BEL)     |                  |
| 138              | Rik Verbrugghe (BEL)     |                  |

| Mercury-Viatel ___ | Mercury-Viatel ___       | Mercury-Viatel ___ |
| ------------------ | ------------------------ | ------------------ |
| Num                | Coureur                  | Pos                |
| 141                | Pavel Tonkov (RUS)       |                    |
| 142                | Andrei Teteriouk (KAZ)   |                    |
| 143                | Niklas Axelsson (SWE)    | AB-5               |
| 144                | Chann McRae (USA)        | AB-5               |
| 145                | Floyd Landis (USA)       |                    |
| 146                | Christopher Horner (USA) | AB-1               |
| 147                | Chris Wherry (USA)       | AB-2               |
| 148                | Jamie Drew (AUS)         | AB-2               |

| Kelme-Costa Blanca KEL | Kelme-Costa Blanca KEL      | Kelme-Costa Blanca KEL |
| ---------------------- | --------------------------- | ---------------------- |
| Num                    | Coureur                     | Pos                    |
| 151                    | Francisco Cabello (ESP)     |                        |
| 152                    | Ángel Vicioso (ESP)         | AB-5                   |
| 153                    | José Javier Gómez (ESP)     |                        |
| 154                    | Juan Miguel Cuenca (ESP)    |                        |
| 155                    | Gustavo Otero (ESP)         |                        |
| 156                    | Laurent Desbiens (FRA)      | AB-5                   |
| 157                    | Francisco León Mane (ESP)   |                        |
| 158                    | Carlos García Quesada (ESP) | AB-2                   |

| Euskaltel-Euskadi EUS | Euskaltel-Euskadi EUS       | Euskaltel-Euskadi EUS |
| --------------------- | --------------------------- | --------------------- |
| Num                   | Coureur                     | Pos                   |
| 161                   | David Etxebarria (ESP)      |                       |
| 162                   | Bingen Fernández (ESP)      |                       |
| 163                   | Unai Etxebarria (VEN)       |                       |
| 164                   | José Alberto Martínez (ESP) |                       |
| 165                   | Íñigo Chaurreau (ESP)       |                       |
| 166                   | Ángel Castresana (ESP)      |                       |
| 167                   | Mikel Artetxe (ESP)         |                       |
| 168                   | Txema del Olmo (ESP)        |                       |

| Jazztel-Costa de Almeria JAZ | Jazztel-Costa de Almeria JAZ | Jazztel-Costa de Almeria JAZ |
| ---------------------------- | ---------------------------- | ---------------------------- |
| Num                          | Coureur                      | Pos                          |
| 171                          | Fabio Roscioli (ITA)         | AB-5                         |
| 172                          | Serguei Smetanine (RUS)      |                              |
| 173                          | Pedro Díaz Lobato (ESP)      | AB-5                         |
| 174                          | Ricardo Valdés (ESP)         |                              |
| 175                          | Fabio Testi (ITA)            |                              |
| 176                          | Aitor Kintana (ESP)          |                              |
| 177                          | José Antonio Garrido (ESP)   |                              |
| 178                          | Darío Gadeo (ESP)            |                              |

| Colchon Relax - Fuenlabrada ___ | Colchon Relax - Fuenlabrada ___ | Colchon Relax - Fuenlabrada ___ |
| ------------------------------- | ------------------------------- | ------------------------------- |
| Num                             | Coureur                         | Pos                             |
| 181                             | Imanol Ayestarán (ESP)          |                                 |
| 182                             | Andrés Bermejo (ESP)            |                                 |
| 183                             | Nacor Burgos (ESP)              |                                 |
| 184                             | José Manuel Vázquez (ESP)       |                                 |
| 185                             | David Vázquez López (ESP)       |                                 |
| 186                             | Eduardo Hernández Bailo (ESP)   |                                 |
| 187                             | Hernán Darío Muñoz (COL)        |                                 |
| 188                             | Jorge Capitán (ESP)             |                                 |